# 4605 Nikitin
4605 Nikitin eller 1987 SV17 är en asteroid i huvudbältet som upptäcktes den 18 september 1987 av den ryska astronomen Ljudmila Tjernych vid Krims astrofysiska observatorium på Krim. Den är uppkallad efter Afanasy Nikitin.
Asteroiden har en diameter på ungefär 4 kilometer.